# Finale Europacup I 1985
De finale van de Europacup I van het seizoen 1984/85 werd gehouden op 29 mei 1985 in het Heizelstadion in Brussel. Het Italiaanse Juventus nam het op tegen titelverdediger Liverpool FC. De Engelsen verloren de finale met 1-0 na een strafschop van Michel Platini. De finale wordt vooral herinnerd om de doden en gewonden die vielen bij de voetbalrellen die aan de wedstrijd voorafgingen.

## Heizeldrama
In het stadion was een neutrale zone aangeduid voor Belgische supporters. Deze neutrale zone diende als buffer tussen de vakken met Engelse en Italiaanse supporters. Maar omdat ook in het neutrale vak heel wat Italiaanse supporters zaten, ontstonden er al snel rellen tussen de twee supportersgroepen. Net voor de aftrap drong een groep Engelsen het vak van de Juventus-supporters in. De Italianen zochten een uitweg, verpletterden elkaar en werden tegen de muur van hun zone geduwd. Toen de muur vervolgens instortte, kwamen er 39 mensen om het leven. Meer dan 600 supporters raakten gewond. De voetballers werden in de kleedkamers niet op de hoogte gebracht van wat er zich in en rond veld afspeelde. De wedstrijd werd met meer dan een uur uitgesteld. De finale werd ondanks het hoge dodental toch nog afgewerkt, uit vrees voor nog meer geweld.

## Wedstrijd
|                   |                    |       |           |                                                                                       |
| 29 mei 1985 20:15 | Juventus           | 1 – 0 | Liverpool | Heizelstadion, Brussel Toeschouwers: 58.000 Scheidsrechter: André Daina (Zwitserland) |
| 29 mei 1985 20:15 | Platini 58' (pen.) |       |           | Heizelstadion, Brussel Toeschouwers: 58.000 Scheidsrechter: André Daina (Zwitserland) |

| Juventus | Liverpool |

| Juventus:           |    |                   |     |
|                     |    |                   |     |
| GK                  | 1  | Stefano Tacconi   |     |
| CB                  | 2  | Luciano Favero    |     |
| CB                  | 4  | Sergio Brio       |     |
| CB                  | 6  | Gaetano Scirea    |     |
| LB                  | 3  | Antonio Cabrini   |     |
| DM                  | 4  | Massimo Bonini    |     |
| DM                  | 8  | Marco Tardelli    |     |
| RM                  | 7  | Massimo Briaschi  | 84' |
| AM                  | 10 | Michel Platini    |     |
| CF                  | 9  | Paolo Rossi       | 89' |
| LW                  | 11 | Zbigniew Boniek   |     |
| Reserves:           |    |                   |     |
| GK                  | 12 | Luciano Bodini    |     |
| DF                  | 13 | Nicola Caricola   |     |
| MF                  | 14 | Cesare Prandelli  | 84' |
| MF                  | 15 | Bruno Limido      |     |
| MF                  | 16 | Beniamino Vignola | 89' |
| Coach:              |    |                   |     |
| Giovanni Trapattoni |    |                   |     |

| Liverpool FC: |    |                  |     |
|               |    |                  |     |
| GK            | 1  | Bruce Grobbelaar |     |
| RB            | 2  | Phil Neal        |     |
| CB            | 4  | Mark Lawrenson   | 4'  |
| CB            | 6  | Alan Hansen      |     |
| LB            | 3  | Jim Beglin       |     |
| RM            | 5  | Steve Nicol      |     |
| CM            | 8  | Ronnie Whelan    |     |
| CM            | 11 | John Wark        | 38' |
| LM            | 10 | Paul Walsh       | 46' |
| CF            | 7  | Kenny Dalglish   |     |
| CF            | 9  | Ian Rush         |     |
| Reserves:     |    |                  |     |
| DF            | 12 | Gary Gillespie   | 4'  |
| MF            | 14 | Craig Johnston   | 46' |
| MF            | 15 | Jan Mølby        |     |
| MF            | 16 | Sammy Lee        |     |
| GK            | 17 | Chris Pile       |     |
| Coach:        |    |                  |     |
| Joe Fagan     |    |                  |     |